# George Richards Minot
George Richards Minot (Boston, Massachusetts, 2. prosinca 1885. – Boston, 25. veljače, 1950.), američki liječnik.
Minot je podijelio 1934. godine Nobelovu nagradu za fiziologiju ili medicinu s George Hoyt Whipple i William Parry Murphy "za njihova otkrića u vezi terapije jetrom u slučajevima anemije".

## Vanjske poveznice
- (engl.) Nobel e-Museum: George R. Minot – Životopis  Arhivirana inačica izvorne stranice od 2. prosinca 2001. (Wayback Machine)